# ホテルグランドパレス
ホテルグランドパレス（Hotel Grand Palace）は、東京都千代田区飯田橋にあったホテル。パレスホテルチェーンのひとつとして運営されていたが、2021年（令和3年）6月30日で営業を終了した。ワールドホテルズ（ディスティンクティブコレクション）に加盟。
1973年（昭和48年）、日本建設業連合会による「第14回BCS賞」を受賞。

## 概要
1969年（昭和44年）12月、首都圏における国際ホテルの増設を望む声を背景に、パレスホテルは東京・九段下に約7800㎡の土地を取得し、創立10周年を迎えることを機に姉妹ホテルの建設に踏み切ることを決定。パレスホテルを中心に、阪急グループ、富士銀行、三和銀行などの出資により資本金5億円で運営会社となる「ホテルグランドパレス」を設立し、ホテルの建設に着手。1972年（昭和47年）2月20日に開業した。
開業時の日本経済は、ニクソン・ショックや円切上げなどによる景気低迷を払拭できず、加えて1973年（昭和48年）末からのオイルショックによる世界的不況にも直面していた。このため、グランドパレスの業績も当初、伸び悩んだ。しかし、増資や借入金利の軽減など株主や金融機関からの強力な梃入れや、全社一丸による経営努力、景況の回復といった諸要因によって業績は徐々に好転に向かい、1977年（昭和52年）頃には当期利益を出すまでに至った。
地下5階・地上24階建ての高層建築物であるホテルは、22階に位置するスイートルーム4室を含め客室は全458室、7つのレストラン&バー、大中小の宴会場20ヶ所、ウェディングチャペル、神前式場、テナント等で構成される。
日本プロ野球のドラフト会議の会場として永く知られており、1976年（昭和51年）から1988年（昭和63年）までの13回と、1996年度の計14回に亘り会場として使用された。またプロボクシング世界タイトルマッチが東京近辺で開催される際には選手記者会見など関連行事がグランドパレスで開催されるのが恒例であり、ボクシング関係者御用達のホテルでもあった。

### 営業終了
2021年（令和3年）2月9日、新型コロナウイルス感染症の感染拡大の影響により「過去に類を見ない経営環境に陥っている」こと、また今後、老朽化している施設の改修も重荷となることを踏まえ、6月30日を以って営業を終了した。運営会社は何らかの形で存続させることも視野に検討していると報じられていた。
その後、ホテルグランドパレスと三菱地所および子会社の三菱地所レジデンスならびに阪急阪神不動産、東宝の5社は、2021年9月22日、ホテルグランドパレスの跡地の有効活用の計画に関する基本協定書を締結。さらに三菱地所ほか3社がホテルグランドパレスの跡地の一部を取得し、ホテルグランドパレスと共同で複合ビルを建設する方針を明らかにした。これに伴い、幹事会社を務める三菱地所は10月1日付けで、コマーシャル不動産事業グループのプロジェクト開発部内に専属チームである「九段開発室」を設置した。

## 設備
- イベントルーム・宴会場（大小宴会場19室） - 2階～4階

ダイヤモンドルーム - 2階、当ホテル最大の 829m2（251坪）天井高 6m
白樺・鶴・亀 - 3階、512m2（156坪）
ゴールデン - 4階、361m2（109坪）
チェリー - 2階、309m2（94坪）
松 - 3階、284m2（86坪）
白樺 - 3階、256m2（78坪）
牡丹・あやめ - 3階、174m2（53坪）
桂・橘 - 4階、174m2（53坪）
桐・葵 - 4階、153m2（47坪）
芙蓉 - 3階、137m2（40坪）
鶴・亀 - 3階、128m2（39坪）
菊 - 3階、107m2（33坪）
シルバー - 2階、101m2（31坪）
牡丹 - 3階、88m2（27坪）
あやめ - 3階、86m2（26坪）
桂 - 4階、88m2（27坪）
橘 - 4階、86m2（26坪）
蘭 - 3階、72m2（22坪）
パール - 2階、42m2（13坪）
百合 - 3階、33m2（10坪）
- イベントルーム「四季」 - 地下1階、277m2（84坪）
- クラウンレストラン フランス料理 - 23階
- 千鳥 鉄板焼 - 23階
- クラウンラウンジ - 23階
- カトレア 西洋料理レストラン＆カフェケーキ＆ベーカリー - 1階
- ジュリー ケーキ＆ベーカリー - 1階
- 千代田 日本料理 - 地下1階
- 萬壽苑 中国料理 - 地下1階
- フィットネスルーム（宿泊者専用）
- チャペル＆ウェディングガーデン、神前式場、美容室、写真室
- ビジネスセンター - 1階フロント隣、日本語・英語OS対応のパーソナルコンピュータ、カラー対応コピー機、携帯電話充電器など

## アクセス
- 鉄道
  - 東京メトロ東西線九段下駅より徒歩1分
  - 東京メトロ半蔵門線・都営地下鉄新宿線九段下駅より徒歩3分
  - JR総武線・東京メトロ有楽町線・南北線・都営地下鉄大江戸線飯田橋駅より徒歩7分
- バス
  - 成田国際空港から東京空港交通のリムジンバスが運行されていた。

## 関連事件
- 金大中事件 - 1973年（昭和48年）8月8日、亡命生活を送っていた金大中は、当ホテルの22階のスイートルームに病気療養のため宿泊していた民主統一党党首の梁一東を訪ね、韓国の国会議員の金敬仁とともに3人で会談した。会談後、金大中は部屋を出たところでKCIAの要員らに拉致された。
- 住吉連合会と寄居一家の抗争事件 -  1989年（平成元年）9月30日、ロビーで住吉連合会小林会組員が、寄居一家寄居真会東北寄居連合会会長を銃撃し、両足大腿部貫通の重傷を負わせた。